# Eubreyeria dasychiroides
Eubreyeria dasychiroides är en fjärilsart som beskrevs av Antonius Johannes Theodorus Janse 1920. Eubreyeria dasychiroides ingår i släktet Eubreyeria och familjen tandspinnare. Inga underarter finns listade i Catalogue of Life.